# Португальська водяна собака
Португальський водяний собака (порт. cão de água português; англ. Portuguese water dog) є робочою породою собак за класифікацією Американського кінологічного клубу. Португальський водяний собака походить з регіону Алгарве в Португалії, звідки порода поширилася по всьому португальському узбережжю, де його навчили заганяти рибу в рибальські сіті, знаходити втрачене або пошкоджене спорядження, а також діяти як кур'єри від корабля до корабля, або з корабля на берег. Португальські водяні собаки сідають на борт рибальського траулера, який прокладає шлях від Атлантичних вод Португалії до вод біля узбережжя Ісландії, де ловлять тріску.
У Португалії цю породу називають просто cão de água (IPA: [ˈkɐ̃w dɨ ˈaɡwɐ]; «водяний пес»). У Португалії цей собака також відомий як водяний собака Алгарве (порт. cão de água algarvio; англ. Algarvian water dog) або португальський рибальський собака (порт. cão pescador português; англ. Portuguese fishing dog. Хвилястий водяний пес (порт. cão de água de pêlo ondulado) — назва різновиду водяних собак з хвилястою та кучерявою шерстю (порт. cão de água de pêlo encaracolado) — це назва кучерявого сорту.
Португальський водяний собака є відносно рідкісною породою; лише 36 португальських водяних собак було зареєстровано для Crufts Britain у 2013 році Хоча деякі заводчики стверджують, що вони є гіпоалергенними породами собак, немає жодних наукових доказів на підтримку твердження про існування гіпоалергенних порід собак. Якість вовни зробила її більш популярною в останні роки. Португальський водяний собака нещодавно здобув більшу популярність, оскільки його вибрали президент Сполучених Штатів Барак Обама, у якого є дві собаки цієї породи, Бо та Санні. Сім'я Обами вибрала цю породу частково через її гіпоалергенний статус.